# Cabralzinho
Carlos Alberto Ferreira Cabral, dit Cabralzinho, né le 2 janvier 1945, est un joueur puis entraineur brésilien de football.

## Biographie

### Carrière de joueur
Il joue principalement en faveur des clubs brésiliens de Santos, Bangu, et Palmeiras.
Avec l'équipe de Santos, il remporte deux Copa Libertadores.

### Carrière d'entraîneur
Il remporte notamment la Ligue des champions de la CAF en 2002 avec le club égyptien de Zamalek.

## Palmarès

### De joueur
- Vainqueur de la Copa Libertadores en 1962 et 1963 avec Santos

### D'entraîneur
- Vainqueur de la Ligue des champions d'Afrique en 2002 avec Zamalek
- Vainqueur de la Supercoupe d'Afrique en 2003 avec Zamalek
- Champion d'Égypte en 2003 avec Zamalek
- Vainqueur de la Supercoupe d'Égypte en 2002 avec Zamalek